# Минало страдателно причастие
Минало страдателно причастие е нелична глаголна форма – причастие, изразяващо действие, което се извършва върху обекта, пояснен от причастието.
Това, че обектът не извършва, а търпи действието, обяснява залога на причастието (страдателен).
Времето на причастието (минало) означава,
че действието, изразявано от причастието,
поначало предхожда действието, изразявано от сказуемото.
Това е така без изключение само при глаголите от свършен вид.

Пример: По телевизията показват наградените състезатели.

Изречението е в сегашно време, а миналото страдателно причастие наградените
показва, че награждаването предхожда сегашния момент,
тоест състезателите са получили наградите по-рано – в миналото.
Обаче при глаголите от несвършен вид миналото страдателно причастие е двусмислено, тъй като поема ролята и на сегашното страдателно причастие, липсващо в българския език. В този случай миналото страдателно причастие може да означава
както действие, извършено преди, така и действие, извършено едновременно с действието, изразявано от сказуемото. Дори е по-естествено тъкмо второто тълкуване (едновременност на действията), когато липсва по-широк контекст.

Пример: По телевизията показват награждаваните състезатели.

Изречението е в сегашно време, а миналото страдателно причастие награждаваните
вероятно означава, че награждаването се извършва сега – в момента на говоренето.
Може обаче да означава и повтарящо се действие в миналото:

Пример: По телевизията показват многократно награждаваните състезатели.

Тоест състезателите многократно са получили награди някога в миналото,
а сега показват състезателите по телевизията.
Подобно на прилагателните имена,
миналите страдателни причастия могат да се членуват:

наградените състезатели;

и се съгласуват по род и число с поясняваното име:

научен урок, изпята песен, неизживяно детство, изгубени ключове.

## Употреба
Като преход между глагол и прилагателно име,
миналото страдателно причастие може да се използва в изречение по два начина:
- Като определение: Радваме се на добре свършената работа.
- Като сказуемо: Къщата е построена през миналия век.

Когато се използва като определение, миналото страдателно причастие
се съгласува по род и число с поясняваното име и може да се членува;
изречението може да бъде в деятелен залог (Оправяме запушени комини.) или в страдателен залог (Наказан съм заради несвършената работа.).
Когато миналото страдателно причастие е част от глаголна форма,
тоест когато се използва в ролята на сказуемо,
залогът на изречението е страдателен:

Къщата беше построена за два месеца.

(В деятелен залог: Построиха къщата за два месеца.)
Страдателен залог в българския език може да се образува и по друг начин – с възвратни форми вместо минало страдателно причастие:

Къщата се строи от няколко месеца.

Има разлика между следните две синтактични структури
въпреки външното им сходство:
- Котката се мие често.

Това е деятелен залог; значението е възвратно,

все едно Котката мие себе си често.
- Брегът се мие от вълните.

Значението не е възвратно, това е страдателен залог;

съответното изречение в деятелен залог: Вълните мият брега.
Поначало минало страдателно причастие имат само преходните глаголи,
защото само при тях има обект, търпящ действието, изразявано от глагола. Обаче възвратните глаголи, въпреки че са непреходни, могат да се схващат
като единство от преходен глагол и допълнение се (т.е. себе си),
затова притежават минали страдателни причастия.
Например няма глагол (да) усмихна
(не може да се каже искам да го усмихна),
но има възвратен глагол (да) се усмихна
и той притежава минало страдателно причастие усмихнат.

Възвратната частица се отпада от причастието.

Други подобни глаголи:

възгордея се – възгордян;

засмея се – засмян;

намръщя се – намръщен;

замисля се – замислен;

загрижа се – загрижен;

и т.н.

Този тип минали страдателни причастия се използват само като прилагателни имена. В изречение те най-често са определения:

възгордян човек, намръщено чело, замислен поглед, загрижени родители;

включително сказуемни определения:

Приятелят ми дойде на срещата загрижен.

Въпреки че минало страдателно причастие от този вид може да образува сказуемо, залогът остава деятелен, а сказуемото се смята за съставно именно сказуемо:

Петър е усмихнат. – същата структура като Петър е весел.

Това не е страдателен залог, защото не може да се каже: Някой усмихна Петър.

Петър е награден. – това е страдателен залог,

защото може да се каже: Някой награди Петър.
Страдателен залог с възвратна форма могат да образуват не само преходни, но и непреходни глаголи, които поначало не са възвратни:
- Тук не се пуши! (Глаголът пуша е преходен.)
- Забранено е да се влиза в стаята. (Глаголът влизам е непреходен.)

Изречения от този вид са безлични, затова се използва 3 л. ед.ч. ср.р. (забранено е). По аналогия с преходните глаголи, които нормално образуват всички форми
на миналото страдателно причастие (пушен, пушена, пушено и т.н.),
непреходните глаголи също образуват минало страдателно причастие,
но само за среден род ед.ч., нечленувано (има форма влизано, няма влизан, влизана и т.н.):
- Тук е пушено. (В деятелен залог: Някой е пушил тук.)
- В стаята е влизано. (В деятелен залог: Някой е влизал в стаята.)
- В леглото е спано. (В деятелен залог: Някой е спал в леглото.)

По този начин и непреходните глаголи могат да образуват безлични изрази в страдателен залог с помощта на минало страдателно причастие. Този вид минали страдателни причастия могат да се използват само като сказуеми, не и като определения: не може да се каже влизана стая, спано легло. Те не могат да се членуват и имат само форма за среден род ед.ч.

## Образуване
Миналите страдателни причастия се образуват от основата на минало свършено време, като след формата на глагола за 3 л. ед.ч. се добавя наставката -н или -т (при глаголите от II спрежение, завършващи на -и в 3 л. ед.ч. мин.св.вр., това и се заменя с е).
Така се получава нечленуваната форма на причастието за м.р. ед.ч. Нечленуваните форми за ж.р. ед.ч., за ср.р. ед.ч. и за мн.ч. (обща за трите рода) се получават чрез добавяне на окончанията -а, -о, -и съответно. Миналите страдателни причастия се членуват като прилагателните имена, тоест най-отзад се добавя определителен член: -та за ж.р. ед.ч., -то за ср.р. ед.ч., -те за мн.ч.; за м.р. ед.ч. определителният член е -ят (пълен) или -я (кратък, непълен), като преди него се вмъква и.
Наставката -т се използва само при някои глаголи (всички те са от I спрежение): 
- Глаголите, чиято основна форма (т.е. формата за 1 л. ед.ч. сег.вр.) завършва на -на, образуват минало страдателно причастие с наставката -т: [1][2]
бръ̀сна – бръ̀снат;
лъ̀сна – лъ̀снат;
мѝна – мѝнат;
и тъй нататък.
Основната форма на тези глаголи съвпада с формата за 3 л. ед.ч. мин.св.вр.
(с изключение на случая, когато звукът н в завършека -на е получен
от носовия призвук на старобългарската малка носовка):
Аз го бръсна днес, защото той ме бръсна вчера.
- Глаголите, чиято основна форма завършва на -ия, -уя или -юя, също образуват минало страдателно причастие с наставката -т: [1][2]
чу̀я – чу̀ – чу̀т;
обу̀я – обу̀ – обу̀т;
изплю̀я – изплю̀ – изплю̀т;
мѝя – мѝ – мѝт;
бѝя – бѝ – бѝт;
и други.
- Някои глаголи, чиято основа в старобългарския език е завършвала на малка носова гласна, също образуват минало страдателно причастие с наставката -т: [2]
кълна̀ – клѐ – клѐт;
заѐма – заѐ – заѐт;
взѐма – взѐ – взѐт;
и други.
- Глаголите, чиято основна форма завършва на -ея, образуват минало страдателно причастие по единия или по двата начина:
засѐя – зася̀ – зася̀т и зася̀н (дублети);[2]
изпѐя – изпя̀ – изпя̀т и изпя̀н (дублети);[1]
облѐя – обля̀ – обля̀т и обля̀н (дублети);[3]
пролѐя – проля̀ – проля̀т и проля̀н (дублети);[2]
нагрѐя – нагря̀ – нагря̀т и нагря̀н (дублети);[1]
преживѐя – преживя̀ – преживя̀н;
владѐя – владя̀ – владя̀н;
закопчѐя – закопча̀ – закопча̀н;
и други.

Всички други глаголи образуват минало страдателно причастие с наставката -н,
като при глаголите от II спрежение, завършващи на -и в 3 л. ед.ч. мин.св.вр., това и се заменя с е: 

издълба̀я – издълба̀ – издълба̀н (I спрежение);
 повлия̀я – повлия̀ – повлия̀н (I спрежение);
 изпѝша – изпѝса – изпѝсан (I спрежение);
 чета̀ – чѐте – чѐтен (I спрежение);

река̀ – рѐче – рѐчен (I спрежение);

пека̀ – пѐче – пѐчен (I спрежение);

бера̀ – бра̀ – бра̀н (I спрежение);

дера̀ – дра̀ – дра̀н (I спрежение);

ко̀ля – кла̀ – кла̀н (II спрежение);

мо̀ля – мо̀ли – мо̀лен (II спрежение, и минава в е);

но̀ся – но̀си – но̀сен (II спрежение, и минава в е);

разтрепѐря (се) – разтрепѐри (се) – разтрепѐрен (II спрежение, и минава в е);

настъ̀пя – настъ̀пи – настъ̀пен (II спрежение, и минава в е);
разстро̀я – разстро̀и – разстро̀ен (II спрежение, и минава в е);
преброя̀ – преброѝ – преброѐн (II спрежение, и минава в е);
 утеша̀ – утешѝ – утешѐн (II спрежение, и минава в е);
 посоля̀ – посолѝ – посолѐн (II спрежение, и минава в е);

търпя̀ – търпя̀ – търпя̀н (II спрежение, без промяна на гласната);

глѐдам – глѐда – глѐдан (III спрежение);

стрѐлям – стрѐля – стрѐлян (III спрежение).

Образуването на формите зависи само от корена на глагола; производните глаголи образуват миналото страдателно причастие по същия начин: 

кълна̀ – клѐт, прокълна̀ – проклѐт;

бѝя – бѝт, набѝя – набѝт;

чу̀я – чу̀т, дочу̀я – дочу̀т, прочу̀я се – прочу̀т;

и тъй нататък.
 Това важи и в случаите, когато причастието се образува по два начина:
 лѐя – ля̀т и ля̀н, пролѐя – проля̀т и проля̀н;
 грѐя – гря̀т и гря̀н, загрѐя – загря̀т и загря̀н.
 Глаголът грѐя е особен случай: той е имал и трета форма за миналото страдателно причастие – грѐян, но тя е преосмислена като прилагателно (греяна ракия) и няма производни думи (напр. няма загреян).
Ударението на миналото страдателно причастие винаги съвпада с ударението на глаголната форма в 3 л. ед.ч. мин.св.вр. и не може да се мести към края на думата.
При глаголите от III спрежение основната гласна (а или я) винаги е неударена и не се мени:
реша̀ван, реша̀вания(т), реша̀вана(та), реша̀вано(то), реша̀вани(те);
стрѐлян, стрѐляния(т), стрѐляна(та), стрѐляно(то), стрѐляни(те).

При глаголите от I и II спрежение, ако основната гласна е я след съгласна, това я винаги е ударено и променливо. То се прегласява по ятовото правило (например пред сричка с меката гласна и): 

I спрежение: зася̀т, засѐтия(т), зася̀та(та), зася̀то(то), засѐти(те);

II спрежение: извървя̀н, извървѐния(т), извървя̀на(та), извървя̀но(то), извървѐни(те).

Тази разлика между спреженията е важна. Например има само дума застрелян, но не и застрелен; обаче съществува както думата забравен, така и забравян. Глаголите и смисълът са различни:

от глагола забра̀вя (II спрежение, свършен вид) се образува причастието забра̀вен (веднъж);

от глагола забра̀вям (III спрежение, несвършен вид) се образува причастието забра̀вян (многократно).

Ако основната гласна е я след гласна, това я не се променя, дори да стои пред сричка с мека гласна, независимо от ударението, дори глаголът да не е от III спрежение:

повлия̀н, повлия̀ния(т), повлия̀на(та), повлия̀но(то), повлия̀ни(те);

изва̀ян, изва̀яния(т), изва̀яна(та), изва̀яно(то), изва̀яни(те).

Когато основната гласна на минало страдателно причастие е е, тя е постоянна, дори да е неударена (за разлика от прилагателните):

отро̀вен, отро̀вна, отро̀вно, отро̀вни (прилагателно име);

отро̀вен, отро̀вена, отро̀вено, отро̀вени (минало страдателно причастие).

Отрицателната частица не се пише слято с миналото страдателно причастие, когато означава образуване на ново понятие с противоположен смисъл:

незапалена печка, недопята песен.

Пример: В стаята видяхме една незапалена печка.

Отрицателната частица се пише разделно, когато само отрича понятието, изразено от причастието.

Пример: Не запалена, а съвсем студена беше печката.